# Ethan Ramos
Ethan Adrian Ramos (ur. 3 kwietnia 1995) – portorykański zapaśnik walczący w stylu wolnym. Olimpijczyk z Paryża 2024, gdzie zajął piętnaste miejsce w kategorii do 86 kg. Piąty na mistrzostwach świata w 2022; siódme w 2021 roku. 
Piąty na igrzyskach panamerykańskich w 2023. Srebrny medalista mistrzostw panamerykańskich w 2018 i brązowy w 2022. Trzeci na igrzyskach Ameryki Środkowej i Karaibów w 2023 roku.
Zawodnik Hawthorne High School z Hawthorne i University of North Carolina at Chapel Hill. All-American w NCAA Division I; zajął szóste miejsce w 2015. Mistrz Atlantic Coast Conference w 2016 i 2018; drugi w 2017 roku.
Jest bratem bliźniakiem zapaśnika Evana Ramosa.